# Gabriella Seidenfeld
Gabriella Seidenfeld Triedmann, anche Ella Seidenfeld (Makó, 1896 – Roma, 12 luglio 1977), è stata una politica croata di origini ungheresi ed ebraiche.

## Biografia
Elemento di collegamento tra il partito comunista di Fiume e quello italiano negli anni venti, dal 1921 al 1931 fu compagna, sentimentalmente e nell'attività politica, di Ignazio Silone (che dedicò la prima edizione di Fontamara al fratello Romolo e a lei). I loro nomi in codice erano Serena e Sereno; con lui verrà arrestata a Madrid nel 1923, mentre era in missione segreta per l'Internazionale.
Anche le sorelle Barbara (poi compagna di Pietro Tresso) e Serena (i loro nomi in codice: "Ghita" e "Nuvola") ebbero un ruolo chiave come antifasciste e nei collegamenti internazionali tra i vari partiti comunisti europei.